# Swaziland aux Jeux olympiques d'été de 2012
Le Swaziland participe aux Jeux olympiques d'été de 2012 à Londres au Royaume-Uni du 27 juillet au 12 août 2012. Il s'agit de sa 8e participation à des Jeux d'été.
Le Swaziland fait partie des pays qui ne remportent pas de médaille au cours de ces Jeux olympiques. Parmi les trois sportifs engagés, aucun ne termine dans les dix premiers de sa discipline.
Le pays a qualifié 3 athlètes : Sibusiso Matsenjwa et Phumlile Ndzinisa en athlétisme et Luke Hall en natation.

## Athlétisme

### Hommes
| Athlète            | Compétition  | Tour 1                                     | Demi-finales | Finale   |
| Athlète            | Compétition  | Résultat                                   | Résultat     | Résultat |
| ------------------ | ------------ | ------------------------------------------ | ------------ | -------- |
| Sibusiso Matsenjwa | Hommes 200 m | 40e - 20,93" 34,400 km/h RN - Non qualifié |              |          |

### Femmes
| Athlète           | Compétition  | Tour 1                                 | Demi-finales | Finale   |
| Athlète           | Compétition  | Résultat                               | Résultat     | Résultat |
| ----------------- | ------------ | -------------------------------------- | ------------ | -------- |
| Phumlile Ndzinisa | Femmes 400 m | 36e - 53,95" 26,691 km/h Non qualifiée |              |          |

## Natation

### Hommes
| Athlète   | Compétition            | Séries   | Séries | Demi-finales | Demi-finales | Finale   | Finale |
| Athlète   | Compétition            | Résultat | Rang   | Résultat     | Rang         | Résultat | Rang   |
| --------- | ---------------------- | -------- | ------ | ------------ | ------------ | -------- | ------ |
| Luke Hall | Hommes 50 m nage libre | 23 s 48  | 36e    | NC           | NC           | NC       | NC     |